# Ali Niknam
Ali Niknam (Windsor, 12 dicembre 1981) è un imprenditore canadese, fondatore di TransIP e CEO e fondatore di bunq.

## Biografia

### Infanzia ed educazione
Ali Niknam è nato da una famiglia iraniana il 12 dicembre 1981 a Windsor, Ontario, Canada.  Suo padre, schermidore, partecipò alle Olimpiadi estive di Montréal come membro della delegazione iraniana.  La madre, oltre ad aver conseguito la laurea in legge, è stata una giocatrice di basket che ha militato nella nazionale iraniana.  All'età di un anno, tutta la famiglia si trasferì in Iran,  vivendo a Teheran e Tabriz per diversi anni.  Quando Niknam aveva 7 anni, la famiglia si trasferì di nuovo, questa volta a Gouda, nei Paesi Bassi.  Niknam si è prima diplomato al Coornhert Gymnasium di Gouda e successivamente,  nel 2007 ha conseguito la laurea in tecnologie informatiche presso la Delft University of Technology.

### TransIP
Nel 2003, mentre ancora studia alla Delft University, Niknam fonda TransIP, una società specializzata nella registrazione di nomi a dominio e nel web hosting la cui gestione ha poi trasferito nel 2014.  Nel 2019, dopo la fusione con la società belga Combell, TransIP è stato ribattezzato team.blue ed è diventato il terzo più grande provider di hosting di domini e web hosting al mondo.  Niknam è attualmente membro del consiglio di amministrazione della società.

### The Datacenter Group
Nel 2007 Niknam co-fonda una società di data center, The Datacenter Group, in collaborazione con altri due partner.  Secondo quanto da lui stesso affermato, ha successivamente venduto le proprie azioni del Datacenter Group.

### bunq
Nel 2012, Ali Niknam lancia bunq, la banca su mobile, che ha ottenuto una licenza europea di operatore bancario dalla Banca centrale olandese nel 2015. Niknam investe 98,7 milioni di euro di fondi propri in bunq.  Nel 2021, bunq, in accordo con la società di investimenti privata britannica Pollen Street Capital, raccoglie 193 milioni di euro e acquisisce la società di prestiti irlandese a partecipazione privata Capitalflow Group come parte dell’accordo. Il round di investimenti fa salire il valore di bunq a 1,6 miliardi di euro e rende Niknam miliardario.

### Libri
Nel 2012, viene pubblicato il libro di Niknam "Ondernemers hebben nooit geluk" ("Gli imprenditori non sono mai fortunati" in olandese),  in cui parla delle proprie esperienze imprenditoriali.  Inoltre, Niknam ha un posto di riguardo nel libro del 2015 "Breakthrough Banking" dell'autore olandese Siebe Huizinga,  in cui vengono raccontati i primi anni di bunq e gli sforzi compiuti da Niknam e altri per ottenere una licenza europea di operatore bancario.